# El Tepehuaje, Ajuchitlán del Progreso
El Tepehuaje är en ort i Mexiko.   Den ligger i kommunen Ajuchitlán del Progreso och delstaten Guerrero, i den södra delen av landet, 220 km sydväst om huvudstaden Mexico City. El Tepehuaje ligger 673 meter över havet och antalet invånare är 156.
Terrängen runt El Tepehuaje är lite bergig, och sluttar norrut. Runt El Tepehuaje är det ganska glesbefolkat, med 21 invånare per kvadratkilometer. Närmaste större samhälle är Ajuchitlán del Progreso, 16,4 km nordost om El Tepehuaje. I omgivningarna runt El Tepehuaje växer huvudsakligen savannskog.